# Stay Trippy
Singles
1. Bandz a Make Her Dance
Sortie : 11 septembre 2012
2. Show Out
Sortie : 25 janvier 2013
3. Bounce It
Sortie : 25 juin 2013

Stay Trippy est le troisième album studio de Juicy J, sorti le 27 août 2013.
L'album s'est classé 1er au Top Rap Albums, 2e au Top R&B/Hip-Hop Albums, 3e au Top Digital Albums et 4e au Billboard 200 .
Le 30 décembre 2013, HipHopDX a classé Stay Trippy parmi les « 25 meilleurs albums de l'année 2013 ».

## Liste des titres
| No  | Titre                                                   | Auteur                                                                   | Producteur(s)                              | Durée |
| --- | ------------------------------------------------------- | ------------------------------------------------------------------------ | ------------------------------------------ | ----- |
| 1.  | Stop It                                                 | J. Houston                                                               | Mike Will Made It, Marz (co.)              | 3:21  |
| 2.  | Smokin' Rollin' (featuring Pimp C)                      | J. Houston, C. Butler, C. Thomaz, A. Tesfaye, A. Gough, H. Walter        | Juicy J, Crazy Mike                        | 2:36  |
| 3.  | No Heart No Love (featuring Project Pat)                | J. Houston, P. Houston, K. Woods                                         | Young Chop                                 | 4:03  |
| 4.  | So Much Money                                           | J. Houston                                                               | Lex Luger, Juicy J (co.), Crazy Mike (co.) | 3:31  |
| 5.  | Bounce It (featuring Wale & Trey Songz)                 | J. Houston, O. Akintimehin, L. Gottwald, J. Kasher, E. Lowery, H. Walter | Dr. Luke, Cirkut, Baby E                   | 4:20  |
| 6.  | Wax                                                     | J. Houston, M. McLeod, P. Sawyer                                         | Juicy J, Crazy Mike                        | 3:33  |
| 7.  | Gun Plus a Mask (featuring Yelawolf)                    | J. Houston, M. Atha                                                      | Juicy J, Crazy Mike                        | 3:24  |
| 8.  | Smoke a Nigga (featuring Wiz Khalifa)                   | J. Houston, C. Thomaz                                                    | Mike Will Made It                          | 3:23  |
| 9.  | Show Out (featuring Big Sean & Young Jeezy)             | J. Houston, S. Anderson, J. Jenkins                                      | Mike Will Made It, J-Bo (co.)              | 4:29  |
| 10. | The Woods (featuring Justin Timberlake & Timbaland)     | J. Houston, J. Timberlake, T. Mosley                                     | Timbaland                                  | 4:20  |
| 11. | Money a Do It                                           | J. Houston                                                               | Juicy J, Crazy Mike                        | 3:56  |
| 12. | Talkin' Bout (featuring Chris Brown & Wiz Khalifa)      | J. Houston, C. Brown, C. Thomaz                                          | ID Labs, SAP, Ritz Reynolds                | 4:21  |
| 13. | All I Blow Is Loud                                      | J. Houston                                                               | Lex Luger                                  | 3:38  |
| 14. | Bandz a Make Her Dance (featuring Lil Wayne & 2 Chainz) | J. Houston, D. Carter Jr., T. Epps, M. Williams II, J. Garner            | Mike Will Made It, J-Bo (co.)              | 4:38  |
| 15. | Scholarship (featuring ASAP Rocky)                      | J. Houston, R. Mayers                                                    | Dr. Luke                                   | 3:29  |
| 16. | If I Ain't It                                           | J. Houston                                                               | Lex Luger                                  | 3:44  |

| 17. | One Thousand (featuring Wiz Khalifa)       | J. Houston, C. Thomaz, F. Hibbert                                                                      | Recollect                    | 3:25 |
| 18. | Having Sex (featuring Trina & 2 Chainz)    | J. Houston, K. Taylor, T. Epps, D. Chin-Quee, P. Jefferies, L. Campbell, M. Ross, C. Wong Won, D.Hobbs | Supa Dups, Nineteen85 (co.)  | 3:44 |
| 19. | One of Those Nights (featuring The Weeknd) | J. Houston, A. Tesfaye, A. Balshe, D. Schofield                                                        | Danny Boy Styles, The Weeknd | 4:17 |

* (co.) Coproducteur